# 징포어
징포어(Jingpho) 또는 카친어(Kachin)은 징포족(카친족)이 사용하는 중국티베트어족의 언어의 일종이다. 징포족이 거주하는 미얀마 카친주 및 중국 윈난성에 약 90만 명에 달하는 화자가 분포하며, 미얀마에서 지역 소수언어로 공인되어 있다. 카친어라는 명칭은 다소 넓은 의미를 가지는 '카친족' 전체의 여러 방언 또는 언어를 가리키는 말로도 쓰인다.
티베트버마어파에 분류되나 오래 전에 분기된 살어군(Sal)에 속하여 다른 티베트버마 언어들과 상당한 수준의 차이가 있다. 5개의 성조를 가지며, 음절의 끝은 모음, 비음, 또는 파열음으로만 이루어지는 특징을 보인다.

## 같이 보기
- 징포족
- 카친족